# Belkıs Akkale
 (octobre 2016).
Si vous disposez d'ouvrages ou d'articles de référence ou si vous connaissez des sites web de qualité traitant du thème abordé ici, merci de compléter l'article en donnant les références utiles à sa vérifiabilité et en les liant à la section « Notes et références ».
Belkıs Akkale (née le 17 mai 1954 à Istanbul) est une chanteuse turque. 

## Biographie
Attirant l'attention de son professeur, sa famille insiste pour qu'elle chante. Elle prend des cours de musique pendant 7 ans avec Sadi Yaver Ataman. Puis elle continue au conservatoire (Belediye konservatuari). Elle termine ses études et commence à chanter avec Adnan Ataman.
Elle fait son premier concert à 20 ans et attire l'attention de Mustafa Geceyatmaz.
Pendant 6 ans, elle a travaillé à la radio.